# باشگاه فوتبال زنان کایا – ایلویلو
باشگاه فوتبال زنان کایا–ایلویلو یک باشگاه فوتبال حرفه ای زنان از کشور فیلیپین است .